# Bunān
Bunān, auch Banān (geb. im 9. Jahrhundert, gest. vermutlich im 9. Jahrhundert) war eine Sängersklavin und Konkubine des zehnten Abbasiden-Kalifen al-Mutawakkil (822–861, reg. 847–861).

## Leben
Bunān war eine Sklavin von Muhammad ibn Hammad (womöglich Ibn Danqasch), ein Kämmerer des 7. Abbasiden-Kalifen al-Ma'mun und Sekretär von des achten Kalifen al-Muta'sim. Sie pflegte zu Hasan ibn Wahb, einem Bruder des Wesirs Sulaiman ibn Wahb, vertrauten Umgang. Später gelangte Bunān in den Besitz des zehnten Abbasiden-Kalifen al-Mutawakkil (822–861, reg. 847–861).

## Rezeption
Bunān findet Erwähnung in den verschiedenen Werken mittelalterlicher arabischer Historiker, so im Buch der Lieder von Abū l-Faradsch al-Isfahānī, wo sie als Dichterin erwähnt wird. Der irakisch-abbasidische Geschichtsschreiber Ibn al-Sa‘i (1197–1276) erwähnt sie in seinem Werk Die Frauen der Kalifen. Ibn Fadlallah al-Umari (1301–1349) erwähnt sie in seinem Historienwerk Masālik al-abṣār.